# All'inseguimento della pietra verde
All'inseguimento della pietra verde (Romancing the Stone) è un film del 1984 diretto da Robert Zemeckis, interpretato da Michael Douglas e Kathleen Turner.
Esempio del genere avventuroso rilanciato da I predatori dell'arca perduta (1981) di Steven Spielberg, è stato il primo successo al botteghino del regista Zemeckis, dopo un paio di film apprezzati dalla critica, ma di scarsa resa commerciale, che sembravano avere messo a rischio la sua carriera sul nascere. Tale successo gli ha permesso di realizzare l'ancor più fortunato Ritorno al futuro (1985), uno dei maggiori incassi dell'intero decennio.
Rispetto al film di Spielberg, unisce alla componente avventurosa una prevalente connotazione come commedia romantica, che funziona in modo così efficace grazie all'interpretazione dei due protagonisti, che suscitò paragoni con coppie storiche del passato come Tracy-Hepburn.
Il film ha avuto un sequel l'anno successivo, Il gioiello del Nilo, diretto da Lewis Teague, con gli stessi interpreti principali e un analogo risultato positivo al botteghino. Negli anni novanta si è pensato ad un terzo episodio della serie, ma il progetto non è mai stato sviluppato, per l'ormai perso appeal popolare della coppia Douglas-Turner.

## Trama
Joan Wilder è una scrittrice di romanzi rosa di grande successo, che però oltre alle indubbie soddisfazioni professionali non può vantare un'altrettanto felice vita sentimentale e vive a New York con la sola compagnia del gatto Romeo, nell'attesa di incontrare nella vita reale un uomo all'altezza del suo eroe letterario, Jessie.
Ha appena concluso il suo ultimo romanzo, quando riceve per posta quella che sembrerebbe una mappa del tesoro, inviatale dal cognato, di recente brutalmente assassinato in Colombia. Lo stesso giorno, una volta rientrata dall'incontro con la propria editor Gloria a cui ha consegnato il dattiloscritto, scopre che la sua casa è stata messa completamente a soqquadro e riceve una disperata telefonata dalla sorella e fresca vedova Elaine, che è stata sequestrata da una banda di criminali, razziatori di tesori archeologici, il cui capo, Ira, è disposto a liberarla solo in cambio della mappa.
Per quanto impreparata, non può evitare di andare in prima persona al salvataggio della sorella. Ma, una volta arrivata in Colombia, all'aeroporto Joan viene deliberatamente indirizzata verso il bus sbagliato dall'uomo misterioso che le ha perquisito la casa (arrivando ad uccidere senza pietà un testimone) e l'ha seguita sullo stesso volo. Invece di raggiungere la città di Cartagena, la donna si ritrova nel pieno della giungla, proprio nella situazione peggiore, isolata e indifesa. Quando l'uomo, abbandonata la facciata di buone maniere, la minaccia con un'arma rivelando le proprie intenzioni tutt'altro che amichevoli, viene salvata dall'intervento abbastanza casuale di Jack Colton, un avventuriero americano che si trova lì in mezzo al nulla impegnato nella cattura di pregiati uccelli tropicali.
Colton accetta di ricondurre Joan alla civiltà in cambio di una cospicua somma in traveler's cheque, ma il viaggio si rivela molto tormentato, perché il loro avversario, Zolo, non è solo uno spietato criminale ma, ancor peggio, un alto esponente della polizia segreta colombiana, e dispone quindi di tutti i mezzi per catturarli. Sulle loro tracce c'è anche Ralph, braccio destro e cugino di Ira. Ad aiutarli, inaspettatamente, un eccentrico trafficante di droga, Juan, che si rivela essere un fan sfegatato dei lacrimevoli romanzi di "Juanita" Wilder.
Le difficoltà condivise durante il viaggio avvicinano molto la scrittrice e l'avventuriero, ma Colton non riesce a resistere alla tentazione di andare alla ricerca del tesoro e Joan lo accompagna, convinta che si tratti di una propria idea per trovarsi in una posizione di forza rispetto ai sequestratori della sorella. I due trovano "el corazon" dietro ad una cascata, nascosto all'interno di una statuetta, scoprendo che si tratta di uno straordinario smeraldo. Ralph, che li ha seguiti, riesce in un primo momento a sottrarlo, ma altrettanto rapidamente lo perde, a favore di Colton che, separato da Joan da un fiume impetuoso, le promette che non l'abbandonerà a sé stessa ma la raggiungerà in città.
Nel movimentato confronto finale a Cartagena, si ritrovano tutti i protagonisti e comprimari della storia: Joan non ha altra merce di scambio che una mappa ormai senza alcuna utilità, Colton dimostra di aver rispettato la promessa ma è stato catturato dagli uomini di Zolo, che sembra avere la meglio anche sugli altri criminali. Questi ultimi sembrano destinati agli alligatori insieme a Joan, Elaine e Colton, ma questi lancia lo smeraldo verso il fiume con i rettili. Zolo prende la pietra al volo, ma il provvidenziale intervento di un alligatore, che mozza la mano al corrotto ufficiale, stravolge gli equilibri. Alla fine Zolo, dopo aver tentato di uccidere Joan viene addirittura divorato dagli alligatori, Ira fugge abbandonando al suo destino Ralph, le due sorelle si ritrovano ma lo smeraldo viene inghiottito da uno dei rettili e Colton si getta in acqua per recuperare la pietra.
Joan torna a New York radicalmente cambiata: nel corso delle sue avventure colombiane, che sono servite come base per scrivere un nuovo romanzo a tempo di record, ha acquisito una determinazione ed una sicurezza nuove, che l'hanno trasformata in una donna all'altezza della propria eroina immaginaria, Angelina. E come lei, è destinata ad avere un lieto fine: Colton la raggiunge a New York per portarla via con sé sulla barca a vela sempre sognata e acquistata grazie alla "pietra verde" che è riuscito infine a recuperare.

## Produzione

### Cast
Questo film ha segnato in modo significativo le carriere cinematografiche dei suoi interpreti principali.
Michael Douglas si era in precedenza affermato come produttore, in particolare per Qualcuno volò sul nido del cuculo (1975), ed era diventato un volto riconoscibile grazie al ruolo dell'ispettore Keller nella serie televisiva poliziesca Le strade di San Francisco (1972-1976). Prima di produrre ed interpretare All'inseguimento della pietra verde, era stato protagonista solo di una manciata di film, fra cui Coma profondo e Sindrome cinese.
Kathleen Turner, dopo l'esordio come sex symbol in Brivido caldo, qui, grazie al ruolo dell'impacciata scrittrice che diventa via via più forte e sensuale nel corso del film, ha potuto dimostrare le proprie doti di commediante, per cui è stata premiata con un Golden Globe, vinto poi anche l'anno successivo per l'interpretazione in L'onore dei Prizzi (1985).
Danny DeVito era noto all'epoca solo per il ruolo di Louie De Palma nella serie televisiva Taxi (1978-1983). Proprio questo impegno televisivo gli aveva impedito qualche anno prima di interpretare il ruolo dello scavatore egiziano Sallah nel film I predatori dell'arca perduta di Spielberg.
I tre attori ritorneranno a recitare insieme l'anno successivo, nel seguito Il gioiello del Nilo, e poi una terza volta nella commedia nera La guerra dei Roses (1989), diretta dallo stesso DeVito.

## Riconoscimenti
- 1985 - Premio Oscar
  - Nomination Miglior montaggio a Donn Cambern e Frank Morriss
- 1985 - Golden Globe
  - Miglior film commedia o musicale
  - Migliore attrice in un film commedia o musicale a Kathleen Turner
- 1984 - Los Angeles Film Critics Association Award
  - Miglior attrice protagonista a Kathleen Turner
- 1985 - Eddie Award
  - Nomination Miglior montaggio a Donn Cambern e Frank Morriss
- 1985 - Golden Reel Award
  - Miglior montaggio sonoro (ADR)
- 1985 - WGA Award
  - Nomination Miglior sceneggiatura originale a Diane Thomas
- 1985 - National Society of Film Critics Awards
  - Nomination Miglior attrice protagonista a Kathleen Turner
- 1985 - Stuntman Awards
  - Stunt più spettacolare a Vince Deadrick Jr. e Terry Leonard

## Accoglienza

### Incassi
Distribuito nelle sale cinematografiche statunitensi il 30 marzo 1984, incassò in patria oltre 76 milioni di dollari, ottavo incasso della stagione (contro i 179 milioni del più ricco avversario Indiana Jones e il tempio maledetto).

### Critica
All'epoca dell'uscita, il film fu generalmente apprezzato, tanto da essere premiato ai Golden Globe 1985 come miglior commedia, preferito ad altri grandi successi dell'anno come Ghostbusters - Acchiappafantasmi e Beverly Hills Cop - Un piedipiatti a Beverly Hills.
L'autorevole critico statunitense Roger Ebert scrisse che, fra le tante imitazioni di I predatori dell'arca perduta, questo film meritava il paragone con l'originale, perché ne possedeva lo stesso spirito e senso dell'umorismo.
A distanza di tempo, il film ha acquisito lo status di piccolo classico del genere. Paolo Mereghetti nel suo Dizionario lo definisce: «tanto incredibile quanto divertente, pieno di inseguimenti e colpi di scena dal ritmo incalzante», e gli assegna un giudizio di tre stellette su quattro.
In controtendenza è invece Josè María Latorre, che inserisce suo malgrado il film di Zemeckis nella sua scelta di cento film d'avventura della storia del cinema, perché rappresentativo dell'evoluzione del genere, esprimendo però un giudizio prevalentemente negativo: «La differenza rispetto a Indiana Jones consiste nella minore opulenza del prodotto, nella sua modestia, che potrebbe renderlo quasi simpatico, se non fosse per la sovrabbondanza di citazioni, appropriazioni e ironia, che riescono a renderlo noioso, proprio perché è eccessivo». Critica in modo particolare lo spirito spielberghiano e lo scadente umorismo (ad esempio le scene che coinvolgono DeVito), ma evidenzia anche, come aveva fatto Ebert al tempo, l'importanza acquisita dal personaggio femminile, che è un'attiva controparte dell'eroe maschile, di cui ha bisogno solo fino ad un certo punto (nello specifico, perché lui conosce il territorio, non per una connaturata superiorità), ma è in grado di cavarsela anche da sola.